# Djebel Antar (wilaya de Béchar)
Pour les articles homonymes, voir Djebel Antar.
Le djebel Antar (جبل عنتر) est le point culminant de la chaîne de montagnes qui entoure Béchar dans la région de la Saoura (Algérie). Son altitude est de 1 953 mètres.